# Annaïg Le Meur
Annaïg Le Meur (Brest, 29 aprile 1973) è una politica francese di La République En Marche. Ha rappresentato il dipartimento del Finistère all'Assemblea nazionale francese dal 18 giugno 2017.
Le Meur fa parte della Commissione per gli affari economici del Parlamento. Oltre ai suoi incarichi in commissione, è membro del Gruppo parlamentare di amicizia franco-kuwaitiano.

## Biografia

### Infanzia
È nata il 29 aprile 1973 a Brest nella famiglia di un imprenditore edile e di una casalinga. La sua infanzia è trascorsa nella comune di Milizac, la famiglia è tornata poi a Brest.
All'età di 6 anni, Annaïg ha iniziato a giocare a pallacanestro a livello professionale, ha giocato per la squadra di basket femminile di Brest, poi per la squadra del Racing Club de France di Parigi, ha giocato nella finale della Coppa di Francia. Dopo aver completato la sua carriera sportiva, ha lavorato come allenatrice di squadre di bambini e giovanili. Dal 2013 al 2015 è stata vicepresidente dell'Associazione dei Genitori delle Scuole di Quimper, dal 2011 è membro del Consiglio di Sorveglianza delle Scuole di Quimper.

### Carriera professionale
Nel 1995 ha conseguito la laurea in fisioterapia. Un anno dopo, ha conseguito una laurea presso l'Università di Paris-Nanterre e, pochi anni dopo, un master a Montpellier. Parallelamente, nel 2003 ha conseguito il diploma in ortopedia.
Dal 1995 al 2003, Annaïg Le Meur ha lavorato presso il Centro Ospedaliero Universitario (CHU) di Bicho-Claude Bernard a Parigi, poi nel Dipartimento di Traumatologia e Reumatologia presso il Centro di Riabilitazione Funzionale Tréboul a Douarnenez (Dipartimento del Finistère). Nel 2004 fonda la propria azienda a Quimper, occupandosi di ortopedia e attrezzature per la riabilitazione dei disabili. Partecipa attivamente alla risoluzione dei problemi delle persone con disabilità. Ha anche un particolare interesse per il tema dell'autismo poiché a suo figlio viene diagnosticato.

### Carriera politica
Nell'aprile 2016, Annaïg Le Meur si è unita a La République En Marche di Emmanuel Macron. Ha partecipato attivamente alla sua campagna presidenziale e dopo la vittoria di Macron è diventata la candidata del partito alle elezioni dell'Assemblea nazionale nel 2017 nel 1º distretto elettorale del dipartimento del Finistere ed è stata eletta membro dell'Assemblea nazionale francese, ricevendo il 54,45% dei voti al secondo turno.
Annaïg Le Meur è stato eletta segretaria dell'Ufficio di presidenza dell'Assemblea nazionale, responsabile dell'osservanza delle regole deontologiche relative allo status di deputato è inoltre anche membro della Commissione economica.

## Vita privata
Annaïg Le Meur si è sposata nel 2002. Anche suo marito, con il quale ha avuto 2 figli, è un fisioterapista.

## Posizioni ricoperte
- dal 21 giugno 2017 - Membro dell'Assemblea nazionale francese per la 1ª circoscrizione elettorale del Dipartimento del Finistère

## Pubblicazioni
- Rééducation des épaules instables opérées ; Kinésithérapie Scientifique, n° 365, 19-22, 1997.
- La symbolique de la main à travers les religions ; Kinésithérapie Scientifique, n° 383, 57-58, 1998.
- La main: création d’Art ; Kinésithérapie scientifique, n° 393, 58, 1999.
- Le toucher ; Kinésithérapie Scientifique ; n° 404, 58-59, 2000.
- Le projet professionnel : processus chaotique ; La lettre du cadre de Santé kinésithérapeute, 15-8, n° 15, janvier 2001.
- Le projet professionnel : processus chaotique ; La lettre du cadre de Santé kinésithérapeute, 3-4, n° 16, juin 2001.
- Rééducation des fractures de l’extrémité inférieure de l’humérus ; Kinésithérapie Scientifique, n° 415, 15-17, 2001.